# Япираджая
Япираджая (англ. Yapirajaya)— вероятно, правитель I века до н. э.; скорее всего, первый известный по имени махараджа Западных Кшатрапов.
О правителе, названном Р. Сениором «Япираджая», полагавшим сначала это титулом, а потом склонившимся считать за имя, известно из надписей на монетах с легендой на аверсе на греческом языке, а на реверсе — на кхароштхи. Сениор отметил, что они чеканились, видимо, когда свои монеты выпускал индо-греческий царь Аполлодот II, совпадая между собой по весу и другим признакам. Монеты этих правителей перечеканивал Абхирака.